# Симонова, Валентина Ивановна
Валентина Ивановна Симонова (род. 6 июля 1960) — российский тренер по плаванию, Заслуженный тренер России, Заслуженный работник физической культуры Российской Федерации. Специализируется на подготовке спортсменов с поражением опорно-двигательной системы (ПОДА).

## Биография
Валентина Ивановна Симонова — заслуженный тренер России по плаванию. С 1989 года работает с инвалидами с поражением опорно-двигательной системы.
В 1999 году произошло объединение СДЮСШОР № 6 и ДЮСШ № 29, директором объединенной школы была назначена Симонова Валентина Ивановна.

## Достижения и воспитанники
Валентина Ивановна подготовила ряд спортсменов, добившихся высоких результатов в плавании. Среди её воспитанников:
- Дмитрий Полин — Заслуженный мастер спорта России, чемпион Паралимпийских игр 2004 года в Афинах, чемпион мира 2006 года, рекордсмен мира, кавалер ордена Дружбы народов.
- Руслан Садвакасов — Мастер спорта России международного класса, участник XIII Паралимпийских игр 2008 года в Пекине[3].
- Дмитрий Остапчук — Мастер спорта России международного класса, участник XI Паралимпийских игр 2000 года в Сиднее[4][5].
- Николай Пономарёв — Мастер спорта России международного класса, финалист IX Паралимпийских игр 1992 года в Барселоне[6].
- Юрий Ликаровский — Мастер спорта России, участник IX Паралимпийских игр 1992 года в Барселоне, неоднократный победитель и призер чемпионатов России[7].

## Награды
- Орден Дружбы народов.
- Медалью ордена «За заслуги перед Отечеством» II степени.
- Золотой медалью «За особые заслуги перед Омской областью».
- Почётным знаком «За заслуги в развитии физической культуры и спорта».